# Hipólito Yrigoyen
Juan Hipólito del Sagrado Corazón de Jesús Irigoyen Alem (phát âm tiếng Tây Ban Nha: [iˈpolito iɾiˈɣoʝen]; 12 tháng 7 năm 1852 – 3 tháng 7 năm 1933) từng hai lần giữ chức Tổng thống Argentina (1916-1922, và 1928-1930). Hoạt động của ông trở thành động lực chính đằng sau ban hành phổ thông đầu phiếu (nam giới) tại Argentina vào năm 1912. Ông được gọi là "cha của người nghèo," chủ trì nâng cao chất lượng sinh hoạt của giai cấp công nhân Argentina cùng với thông qua một số cải cách xã hội tiến bộ, trong đó có cải thiện điều kiện nhà máy, quy định về giờ làm việc, lương hưu bắt buộc, và thi hành một hệ thống giáo dục công phổ thông có thể tiếp cận.

## Nhà hoạt động tự do
Ông sinh tại Buenos Aires, và là một giáo viên phổ thông trước khi tham gia chính trị. Năm 1882, ông trở thành một hội viên Tam Điểm. Năm 1891, ông đồng sáng lập Liên minh Công dân Cấp tiến (Unión Cívica Radical) cùng với chú là Leandro Alem. Yrigoyen (ông viết như vậy để phân biệt bản thân với tư tưởng chính trị của Bernardo de Irigoyen) được biết đến phổ biến với tên "el peludo" (tatu có tóc) do cá tính hướng nội và không muốn bị trông thấy tại nơi công cộng. Sau khi Leandro Alem tự sát vào năm 1896, Hipólito Yrigoyen đảm nhận người thủ lĩnh duy nhất của Liên minh Công dân Cấp tiến. Phái này thông qua một chính sách không khoan nhượng, có quan điểm phản đối hoàn toàn chế độ. Chế độ đương thời được thiết lập nhờ gian lận bầu cử, điều này là một cách thức được thỏa thuận giữa các chính đảng đương thời nhằm luân phiên nắm quyền lực.
Liên minh Công dân Cấp tiến tiến hành chiến đấu vào năm 1893 và tiếp tục vào năm 1905. Tuy nhiên, sau đó Yrigoyen theo một chính sách bất bạo động, theo đuổi chiến lược tẩy chay bầu cử, tổng tẩy chay kéo dài cho đến năm 1912, khi Tổng thống Roque Sáenz Peña buộc phải chấp thuận thông qua luật Sáenz Peña, theo đó cấp quyền bỏ phiếu cho nam giới một cách riêng tư, phổ thông, và cưỡng bách.

## Nhiệm kỳ tổng thống đầu tiên (1916–1922)

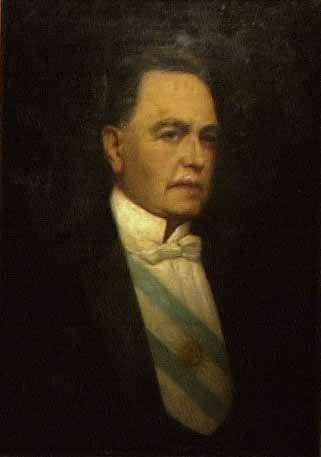
Chân dung chính thức của Hipólito Yrigoyen, 1916.

Yrigoyen được bầu làm tổng thống của Argentina vào năm 1916. Tuy nhiên, ông luôn thấy bản thân bị bó buộc khi Thượng nghị sĩ do cơ quan lập pháp của các tỉnh chỉ định, hầu hết trong số đó là người của phái đối lập. Một vài lần, Yrigoyen dùng đến can thiệp liên bang vào một số tỉnh bằng cách tuyên bố tình trạng khẩn cấp, loại bỏ các thống đốc ngoan cố, và làm sâu sắc thêm sự đối đầu với địa chủ. Những ủng hộ viên chính trị thân Yrigoyen được gọi là "personalistas", một cách nói thẳng rằng họ là người bợ đỡ Yrigoyen, các thành phần chống Yrigoyen được gọi là "anti-personalistas".
Tuy nhiên, Yrigoyen được ủng hộ trong các cử tri trung lưu và công nhân, họ lần đầu cảm thấy được tích hợp trong quá trình chính trị, và kinh tế Argentina thịnh vượng trong thời gian ông lãnh đạo. Yrigoyen duy trì Argentina tại vị thế trung lập trong Chiến tranh thế giới thứ nhất. Đại chiến lại đem đến một lợi ích cho quốc gia do giá thịt bò cao hơn và mở cửa nhiều thị trường mới đối với hàng hóa xuất khẩu chủ yếu của Argentina (thịt và ngũ cốc). Yrigoyen cũng xúc tiến độc lập năng lượng cho một quốc gia đang tăng trưởng nhanh chóng, giành được ủng hộ của Quốc hội cho việc thành lập hãng dầu quốc doanh YPF, và bổ nhiệm Tướng quân Enrique Mosconi làm giám đốc đầu tiên, nhân vật nổi bật nhất tán thành công nghiệp hóa trong quân đội Argentina vào đương thời. Tín dụng và trợ cấp hào phóng cũng được mở rộng đến các nông dân nhỏ, trong khi Yrigoyen giải quyết các tranh chấp tiền lương theo hướng ủng hộ các công đoàn.
Sau bốn năm suy thoái do thiếu hụt tín dụng và nguồn cung do chiến tranh, kinh tế Argentina trải qua tăng trưởng đáng kể, phát triển trên 40% từ năm 1917 đến 1922. Argentina được gọi là "kho thóc của thế giới", GDP đầu người của quốc gia nằm trong hàng thịnh vượng nhất trên Trái đất. Yrigoyen cũng mở rộng bộ máy công chức và tăng chi tiêu công để hỗ trợ các cử tri thành thị của mình sau một cuộc khủng hoảng kinh tế vào năm 1919, song nâng cao về chất lượng sinh hoạt thành thị phải trả với giá là lạm phát cao hơn, điều này tác động bất lợi đến kinh tế xuất khẩu. Yrigoyen bị ngăn tái cử theo hiến pháp, Marcelo Torcuato de Alvear là người kế nhiệm.

## Nhiệm kỳ tổng thống thứ nhì (1928–1930)
Khi Alvear mãn hạn nhiệm kỳ vào năm 1928, Yrigoyen lại được bầu làm tổng thống với chiến thắng áp đảo. Tháng 12 năm đó, người mới đắc cử tổng thống của Hoa Kỳ là Herbert Hoover đến Argentina trong một hành trình thiện chí, họp với Tổng thống Yrigoyen về các chính sách liên quan đến mậu dịch và thuế quan. Các thành phần vô chính phủ cấp tiến nỗ lực ám sát Hoover bằng cách đặt bom, song những người đặt bom bị bắt giữ trước khi hoàn thành. Tổng thống Yrigoyen tháp tùng Hoover sau đó như một sự đảm bảo cá nhân về an toàn cho đến khi tổng thống sắp nhậm chức của Hoa Kỳ rời khỏi Argentina.
Trong những năm gần 80 tuổi, ông phát hiện thấy bao quanh mình là các phụ tá kiểm duyệt tiếp cận tin tức của ông, giấu ông về tác động thực tế của Đại khủng hoảng bắt đầu vào cuối năm 1929. Ngày 24 tháng 12, ông sống sót sau một nỗ lực ám sát.
Các phái phát xít và bảo thủ trong quân đội mưu tính công khai về một sự thay đổi chế độ, cùng chí hướng với họ là hãng Standard Oil of New Jersey do phản đối các nỗ lực của tổng thống nhằm kiềm chế buôn lậu dầu từ tỉnh Salta sang Bolivia, cũng như sự hiện diện của bản thân YPF. Ngày 6 tháng 9 năm 1930, Yrigoyen bị phế truất trong một cuộc đảo chính quân sự do Tướng quân José Félix Uriburu lãnh đạo. Đây là cuộc đảo chính quân sự đầu tiên kể từ khi thông qua Hiến pháp Argentina.

## Cuộc sống cuối đời
Sau khi bị phế truất, Yrigoyen bị quản thúc tại gia và bị giam giữ vài lần tại đảo Martín García. Ông mất tại Buenos Aires vào năm 1933.
Hipólito Yrigoyen được tan táng tại Nghĩa trang La Recoleta tại Buenos Aires.